# Ain Lehjer
Ain Lehjer (franska: Ain Lehjer (CR), Ain Lehjer (Commune Rurale), arabiska: تاوريرت (البلدية)) är en kommun i Marocko.   Den ligger i provinsen Taourirt och regionen Oriental, 400 km öster om huvudstaden Rabat. Antalet invånare är 9 184.